# Рознесена броня

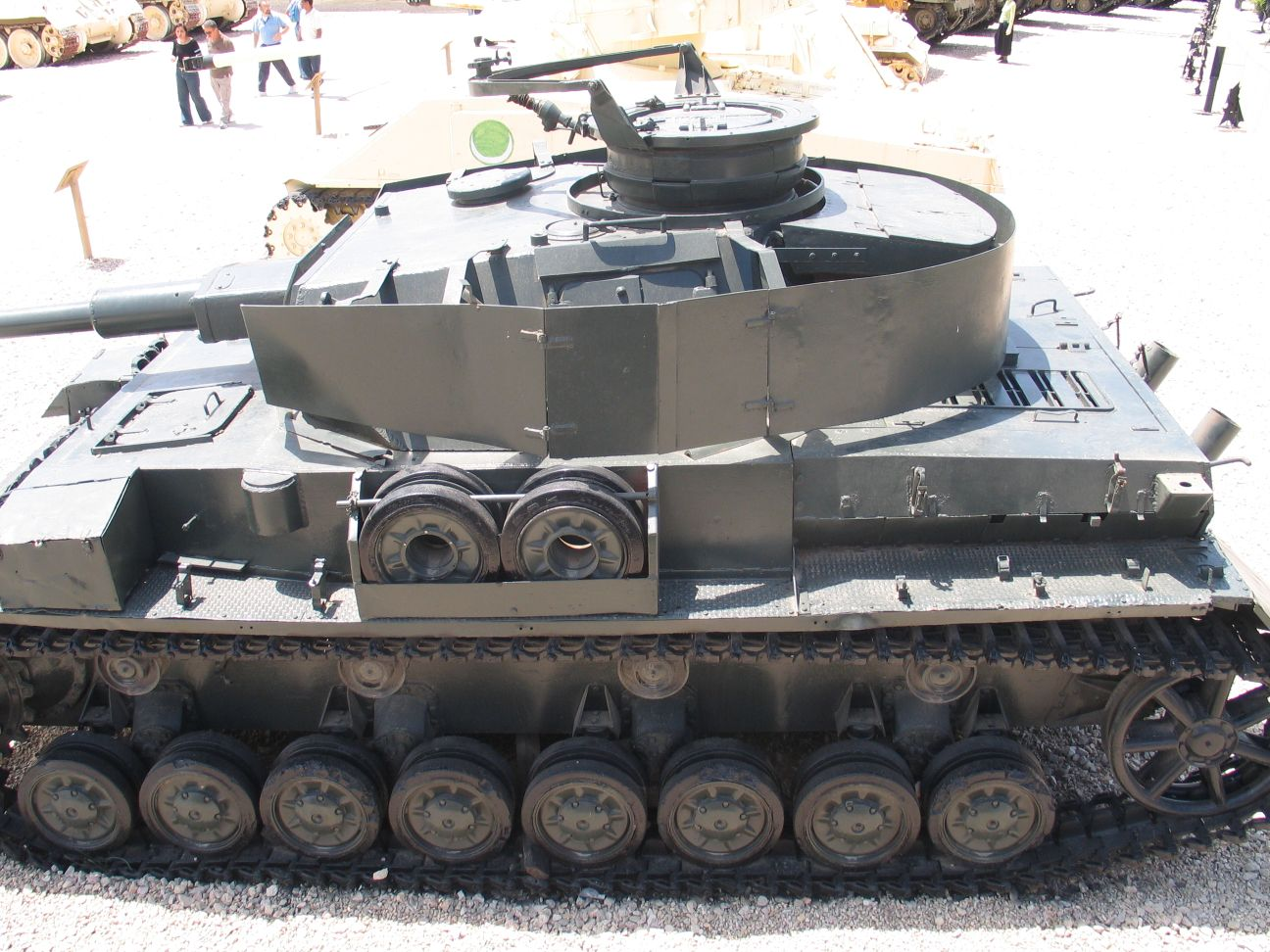
Екрани на Pz. IVG

Рознесена броня — вид бронювання військової техніки, що складається з кількох пасивних елементів захисту, розташованих на деякій відстані один від одного. 
Тонку броню, що прикріпляється в вигляді окремих елементів на основну броню, називають екранами. Спеціальні протикумулятивні екрани на сучасній техніці виконуються в вигляді решіток, для чого вживається термін «протикумулятивна решітка». Екрануванням також можуть називати спеціальне покриття броні для захисту від випромінювання (електромагнітного, теплового, акустичного абощо).

## Історія

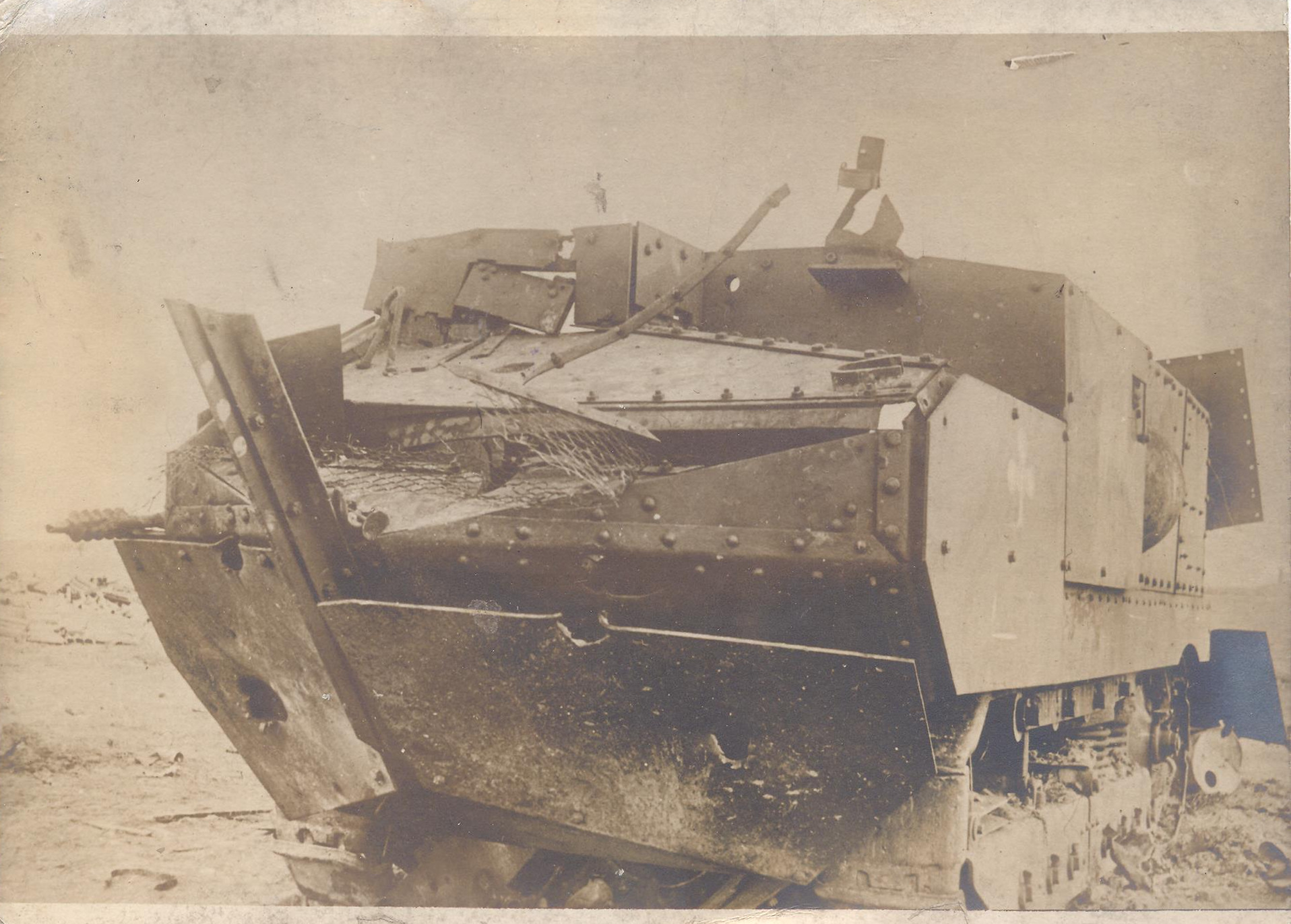
Schneider CA1, за пошкодженими бронелистами видно основну броню

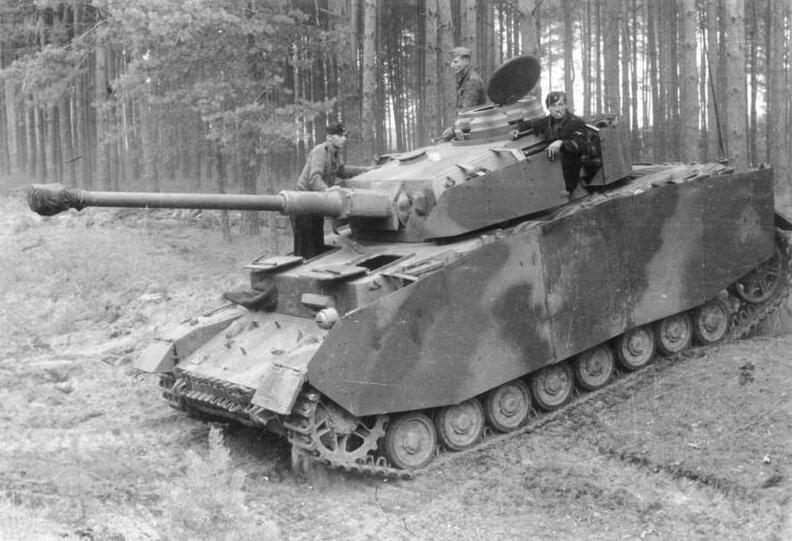
Pz. IV H із Schürzen

### Проти кінетичних боєприпасів
Спроби рознести бронелисти з'явились ще до появи кумулятивних боєприпасів. Наприклад, броненосці та лінкори іноді використовували тонкий зовнішній шар броні для пошкодження боєприпасів і товстий для захисту критично важливих елементів, як-от башти, склади боєприпасів та двигуни (напр. HMS Lord Nelson (1906)). Але були й варіанти з товстим зовнішнім та тонким внутрішнім шарами, де останній слугував для зменшення шкоди від боєприпасів, що пробили броню (напр. Tirpitz). 
Також до подібних систем можна віднести протиторпедні перегородки: торпеда детонувала біля слабко броньованого борта, а перегородка всередині корпуса виконувала функції основної броні.
На танках рознесена броня вперше з'явилась після Першої світової, зокрема, на французьких танках Schneider CA1 and Saint-Chamond. Також подібна броня була на пізніх PzKpfw III M, вона складалась із основної 50-мм броні та додаткового 20-мм бронелиста. Але від цього відмовились через більшу складність виробництва.
З 1942 року, під час Другої світової німецькі танки використовували так звані Schürzen (нім. спідниця/фартух) для посилення захисту від протитанкових рушниць ПТРД та ПТРС. Вони проходили випробування проти куль ПТР та 76-мм фугасних снарядів із позитивним результатом, тож 1943 року було схвалено використання таких засобів на всіх PzKpfw III, PzKpfw IV та StuG III на бортах корпусу та башті. Panther також отримала Schürzen на борти корпусу. Існує популярна омана, що ці екрани з'явились для захисту від американських гранатометів Bazooka. 

### Проти кумулятивних боєприпасів

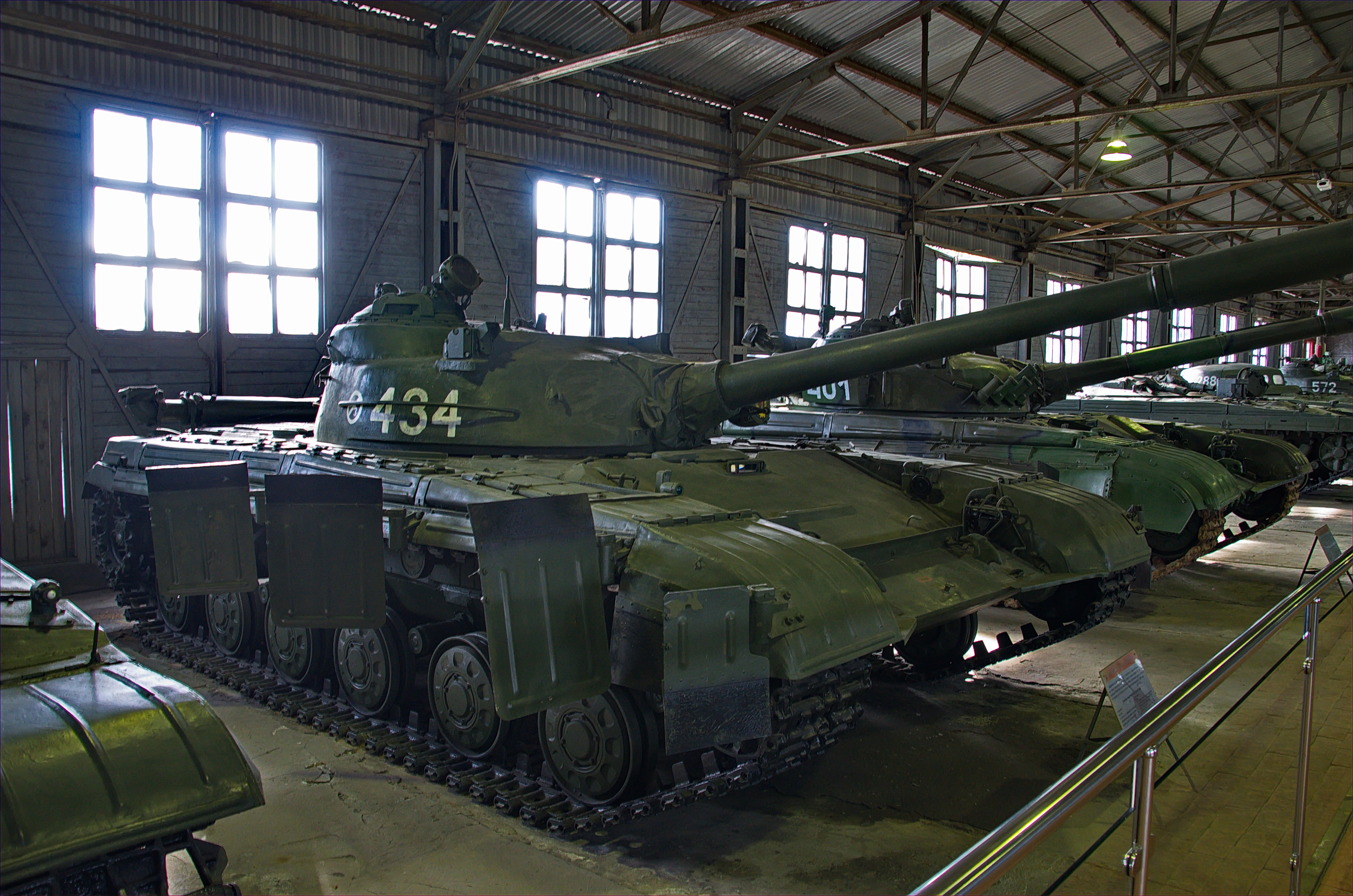
«Зябра» на Т-64А

Протикумулятивний екран з'явився під час Другої світової майже в усіх воюючих армій як відповідь на появу кумулятивних боєприпасів, таких як німецькі Faustpatrone, Panzerfaust, Panzerschreck та американські Bazooka. Танкісти, розуміючи небезпеку таких засобів, намагались захиститись імпровізованими засобами: мішками з піском, полінами, навареними сітками, прикріпленими на броню гусеничними траками абощо. Були також спроби встановлювати сітки (які можна вважати прообразами сучасних), вони використовувались радянськими та німецькими танкістами (т. зв. Drahtgeflecht-Schürzen — сітчаста спідниця/фартух), експерименти були і в США. 
На кінець Другої світової так і не було знайдено надійного способу захисту від кумулятивних боєприпасів. Відмічалось, що сітки та екрани мали певний позитивний ефект, але на типових дистанціях міського бою броня все одно пробивалась достатньо потужними Panzerfaust 60 та 100.
У 1960-тих роках в СРСР проводились досліди зі встановлення свого роду «парасольки» на ствол танка з назвою ЗЕТ-1 (рос. Защита экранная танковая, ЗЭТ-1 — «захист екранний танковий»). Ця конструкція в похідному стані була складеною вздовж ствола гармати; в бойовому положенні вона розкривалась протягом кількох хвилин та закривала частину силуету танка (з боку, в який спрямована гармата), бувши розташованою на відстані мінімум 1,8 метра від основної броні.

### Бортові екрани
Після війни бортові екрани набули поширення. Наприклад, на Centurion ставили металеві, а на Т-72 гумові (так звані «спідниці»). Але подібні засоби (а тому числі й зараз) не є безпосередньо протикумулятивним захистом: навіть ранні 100-мм кумулятивні боєприпаси вже мали пробивну здатність в 1200 мм. Тож вони мають певну ефективність в основному при малому куті влучання та/або проти легких боєприпасів. 
Більш того, бортові екрани здатні спричинити зворотний ефект, створюючи оптимальну відстань для детонації боєприпаса та посилити пробиття. Тому тонкі металеві чи гумові екрани на танках потрібні скоріше для того, щоб знизити викиди пилу від гусениць в повітря і тим самим знизити помітність танка та менше заважати піхоті. Також вони знижують тепловий слід танка. Також, можливо, це робить гусениці менш вразливими до гранат. Але вагомий захист може мати місце тільки тоді, коли ці екрани товсті (напр. M1 Abrams) або вкриті динамічним захистом (деякі сучасні танки).
На ранніх Т-64 та Т-72 тестувались специфічні екрани-«зябра», що являли собою кілька невеликих екранів на бортах, що розкладались на кут 30-45° та створювали більшу дистанцію для кумулятивного струменя. Хоч покриття борта було низьким, для розвернутого в напіванфас танка «зябра» забезпечували ефективний захист від кумулятивних боєприпасів. Але вони були дуже ненадійними, легко відбивались при маневруванні, тож від них зрештою відмовились.

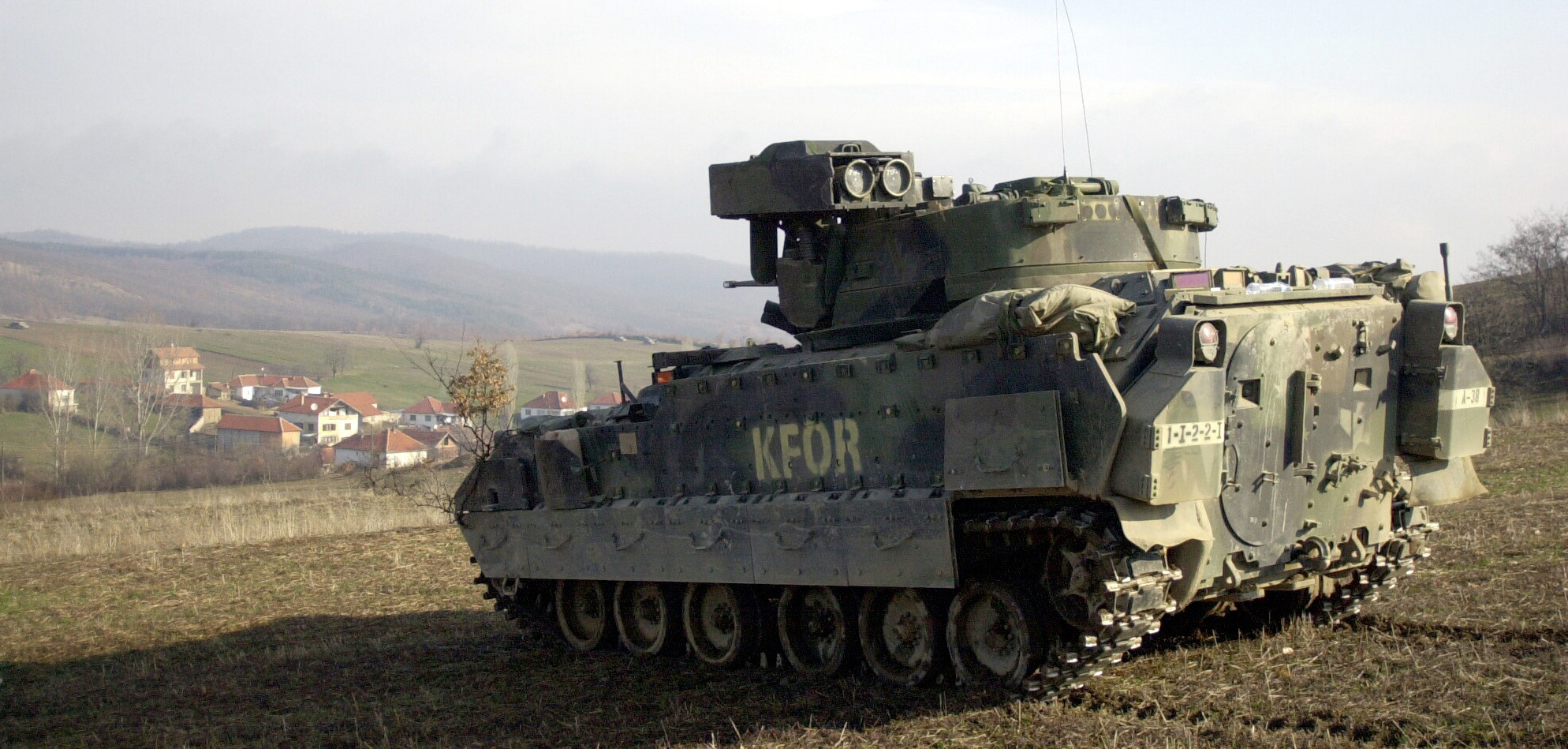
Частково підняті бортові екрани на M2 Bradley

Новіші гумові «спідниці» з'явились в 1975 році та стали повсюдною практикою на радянських танках із 1979. Вони складались із гуми, посиленої синтетичною тканиною та металевою сіткою. Вони необхідні для того, щоб пил та пісок з-під гусениць не вилітав на дах моторного відділення, де розташовані радіатори та повітрозабірники, а НДІ Сталі позиціював ці екрани як складову радіаційного захисту. Перевагою саме гумових сіток порівняно з листовим металом було те, що вони були менш схильні до механічних пошкоджень та менше забивались рослинністю і брудом, ніж металеві.
Для порівняння, бортові екрани M1 Abrams мають товщину в 65 міліметрів та складаються із двох металевих пластин та балістичного наповнювача між ними. Таким чином, ця броня виконує також функцію невибухового динамічного захисту. Хоча снаряд ПГ-7ВС все одно мав би пробити цю броню навіть під кутом в 45° (але це без урахування дії наповнювача та відповідних зміг кумулятивного струменя), це значно кращий захист, ніж тонкі металеві пластини. Але, знову ж таки, вони не були повноцінним протикумулятивним захистом. Для малих кумулятивних зарядів типу РПГ-7 або M72 LAW це дійсно може знизити пробиття, особливо під кутом, але ефективність проти ПТРК чи танкових кумулятивних снарядів мінімальна. Деякі ракети (в дослідах було перевірено для ПТРК «Фагот») пробивають ці екрани без детонації та спрацьовують при зіткненні з бортом танка.
Як правило, сучасні танки мають стандартизовані модулі динамічного захисту, що встановлюються на бортовий екран. Наприклад, M1 Abrams, Leopard 2, Т-64БМ «Булат», Т-72Б3М тощо. Або ж можуть встановлюватись блоки виду «Контакт-1», що легко закріплюються на екранах.

### Протикумулятивна решітка
Основна задача протикумулятивної решітки — пошкодити кумулятивний боєприпас, щоб він не спрацював чи спрацював менш ефективно.

### Протидронова решітка
Під час російського вторгнення в Україну (з 2022), з початком надзвичайно масового застосування мультикоптерів, що скидають боєприпаси, та дешевих малих баражуючих боєприпасів, як от FPV-дрони та російські «Ланцети» обома сторонами війни, з'явилась потреба захищати військову техніку від подібних засобів. Один такий дрон вартістю від кількох сотень доларів до кількох десятків тисяч тисяч доларів може знищити техніку вартістю в мільйони доларів. Тому обидві сторони почали створювати імпровізовані засоби для захисту від БПЛА. Одним із найбільш поширених засобів захисту стали різноманітні сітки та решітки, які можуть зупинити падіння вільнопадного боєприпаса (наприклад, ручної гранати з мультикоптера), спричинити передчасний вибух кумулятивного заряда дрона (для малих боєприпасів це може бути суттєвим) або запобігти його детонації через ушкодження.

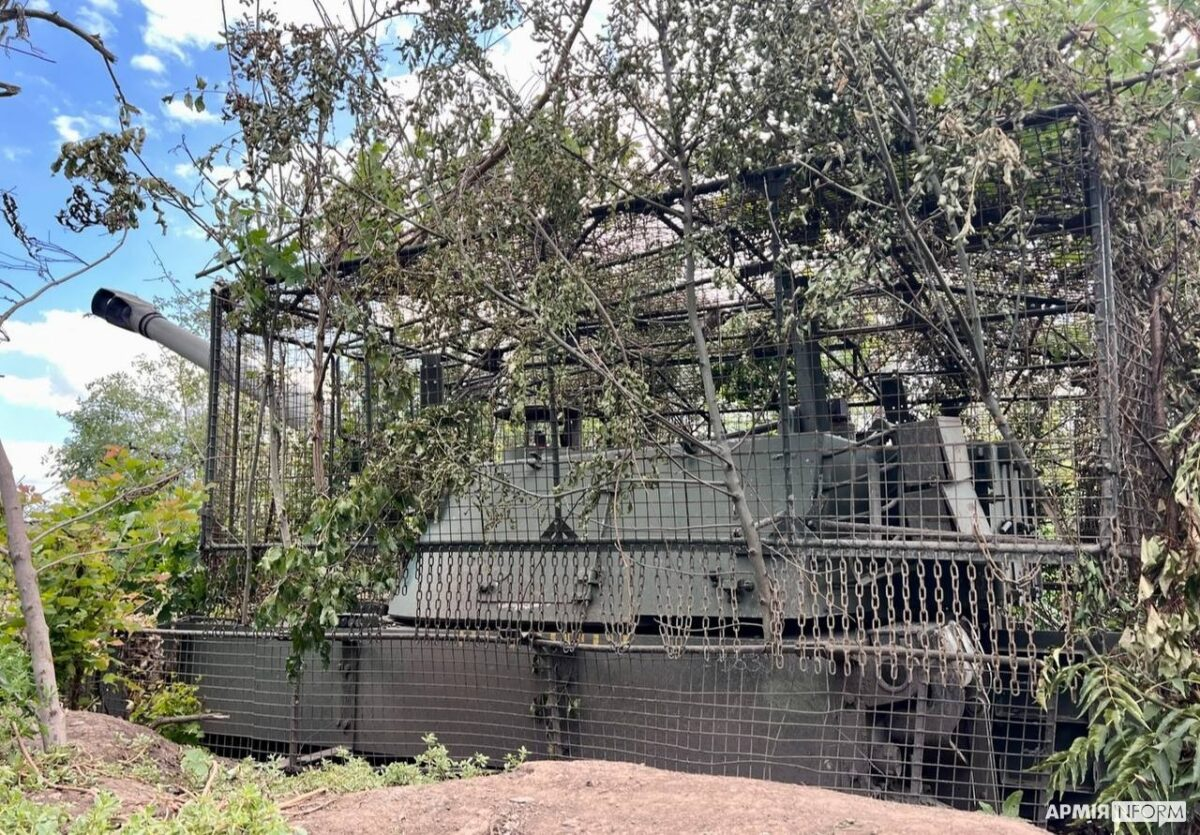
Українська M109 з протидронною сіткою

Розвитком протидронових сіток у росіян стали танки-сараї з кустарними надбудовами для захисту від дронів.

### Інтегрована рознесена броня

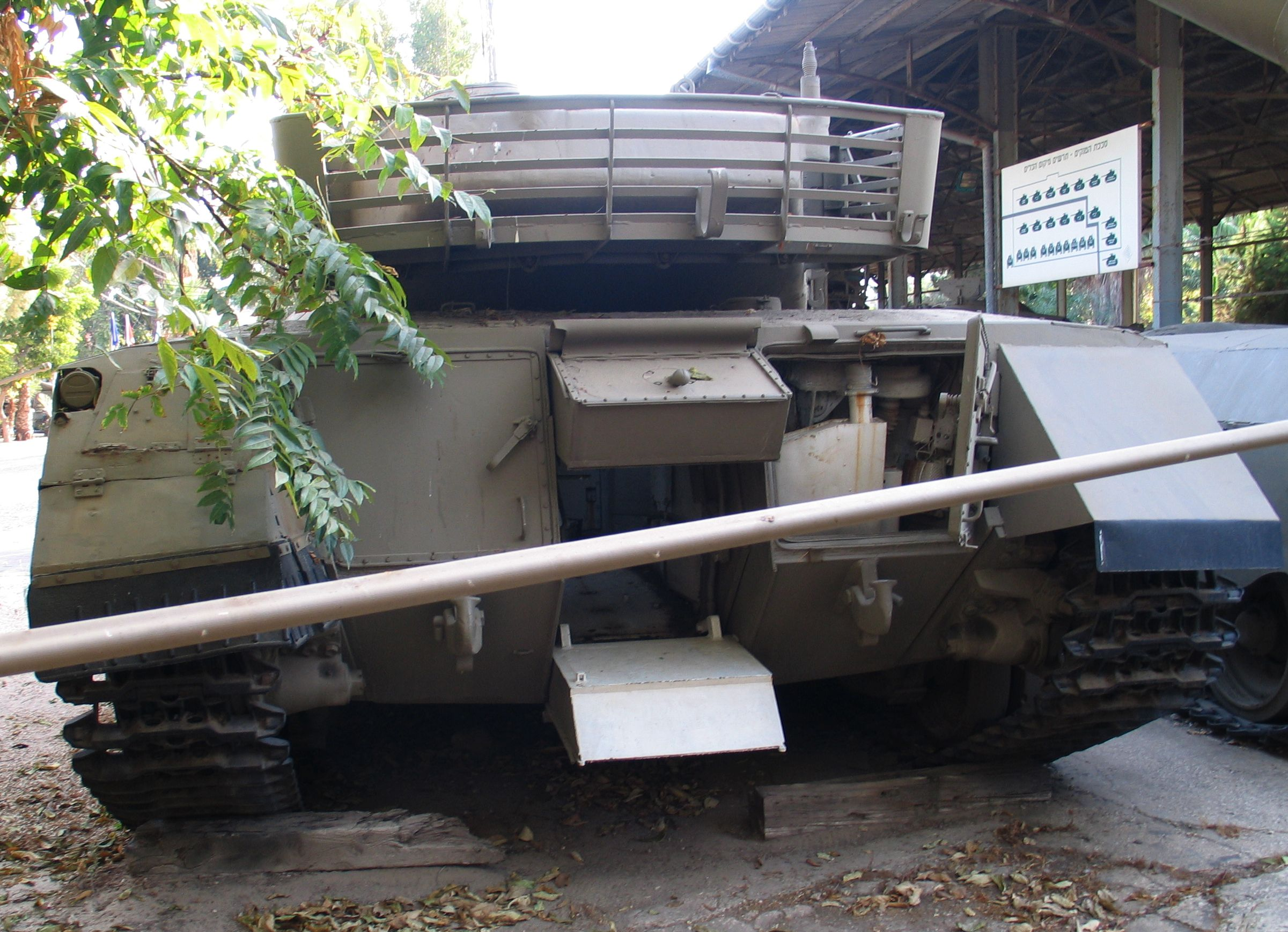
Місця для зберігання в кормі Merkava I, що виконують роль рознесеної броні

Найпростішою інтегрованою рознесеною бронею можуть бути екрани, що встановлюються поверх броні. Такі бронелисти на башти отримали, наприклад Leopard 1A3, Т-55АМ та Т-62М, причому в першого між шарами броні додано еластомер. 
Більшість сучасних танків мають композитне бронювання, особливо це стосується лоба корпусу та лоба й бортів башти. Одним зі способів його реалізувати є принцип рознесеної броні: коли захист складається із кількох (або багатьох) шарів металу, порожнини між якими можуть бути заповнені балістичним наповнювачем, що змінює властивості кумулятивного струменя та знижує пошкодження від нього. На заході широкого вжитку отримала так звана «броня Чобгем» (англ. Chobham armor), що містить кілька металевих або керамічних пластин з проміжками між ними. Зокрема, вона (або подібна броня) була в ужитку на танках M1 Abrams, Chieftain Mk. 5/2, Merkava 3, 4 тощо.
Башта Т-72 початково була побудована за схемою 80-105-20: 80 мм сталі, 105 мм склотекстоліту та 20 мм сталі (що рознесеною бронею не є), далі прийняли схему 60-105-50. Але в 1983 році Т-72А отримав нову броню за проєктом «Отражение-1», в якій замість наповнювача всередині броні, було використано кілька металевих пластин за схемою 60-15-15-15-50, що дещо схоже на «Чобгем». Ця схема була в цілому кращою, але не принесла бажаного результату проти кумулятивних боєприпасів. Допрацьовану версію проєкту, вже за схемою 60-10-10-20-20-50, отримав Т-72Б.
До інтегрованої рознесеної броні можна також віднести розташування місць зберігання чи паливних баків в броньованих контейнерах поза основною бронею. Наприклад, це використовується в Merkava, БМП-1/2 (двері-баки) та багатьох MRAP.

### Імпровізована рознесена броня
Рознесена броня є одним із найпростіших способів добронювати бронетехніку в кустарних умовах, тому дуже часто такі засоби використовуються в повстанських арміях, терористичних організаціях та просто технологічно слабких арміях, як-от, Сирійська національна армія, Загони народної оборони, ІДІЛ, Сирійська арабська армія тощо.
Незадовго до російського вторгнення в Україну в 2022 були помічені російські танки з імпровізованими протикумулятивними решітками на баштах. Ці, прозвані в медіа «мангалами», решітки мали виконувати роль захисту від Javelin, або, за іншими припущеннями, від гранатометів в міських умовах. Пізіше почали виникати різноманітні імпровізовані протидронові решітки та сітки.[⇨]

## Галерея

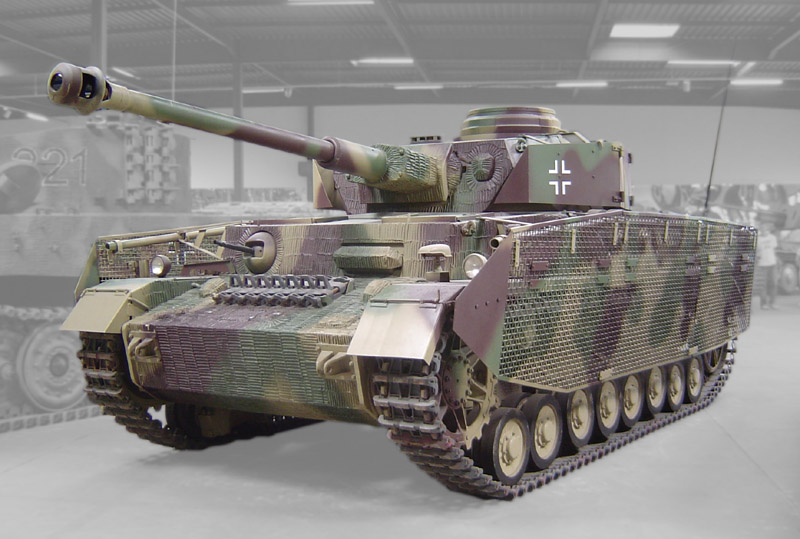
Drahtgeflecht-Schürzen на Pz. IV H
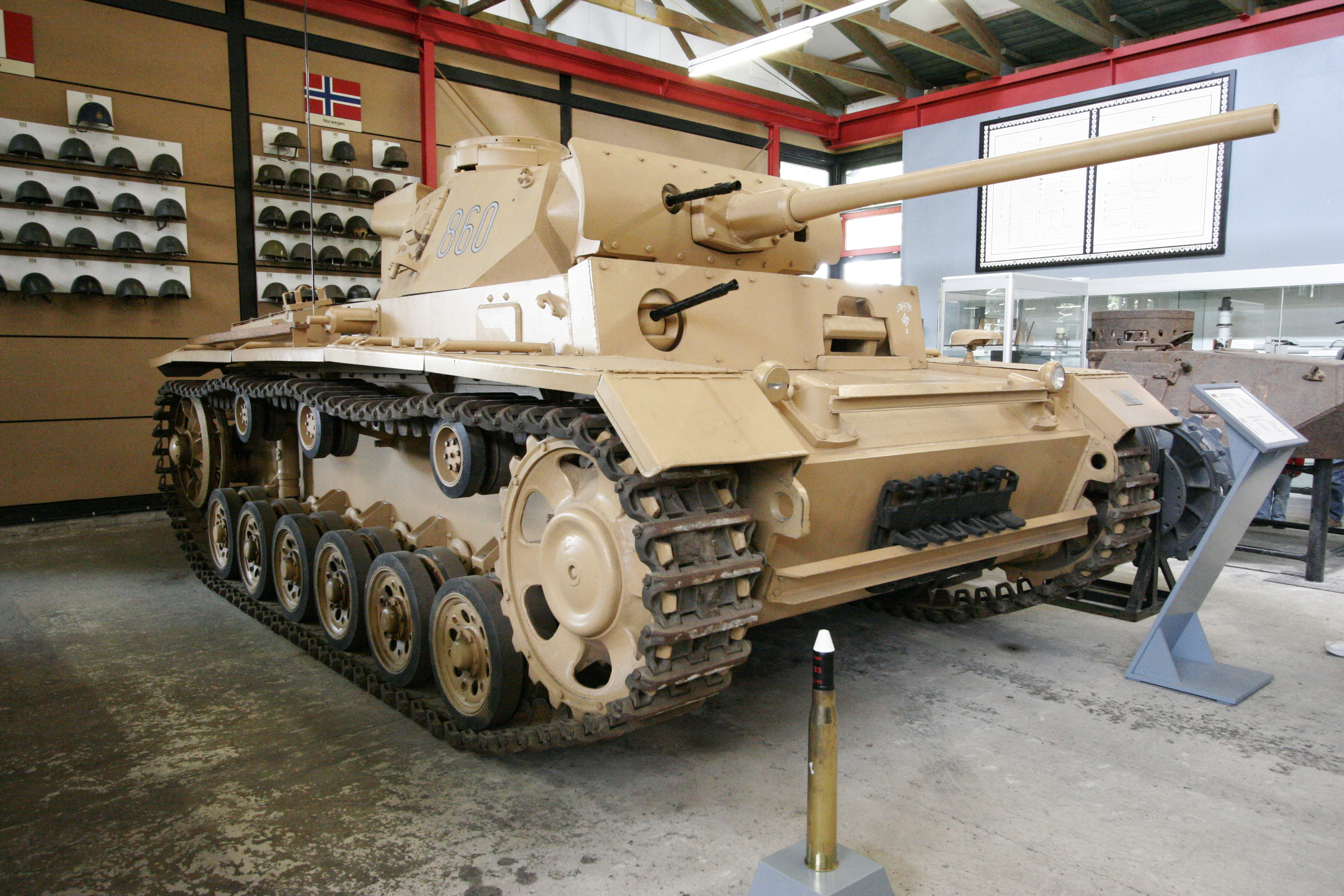
Pz. III M з додатковою бронеплитою на лобі корпуса
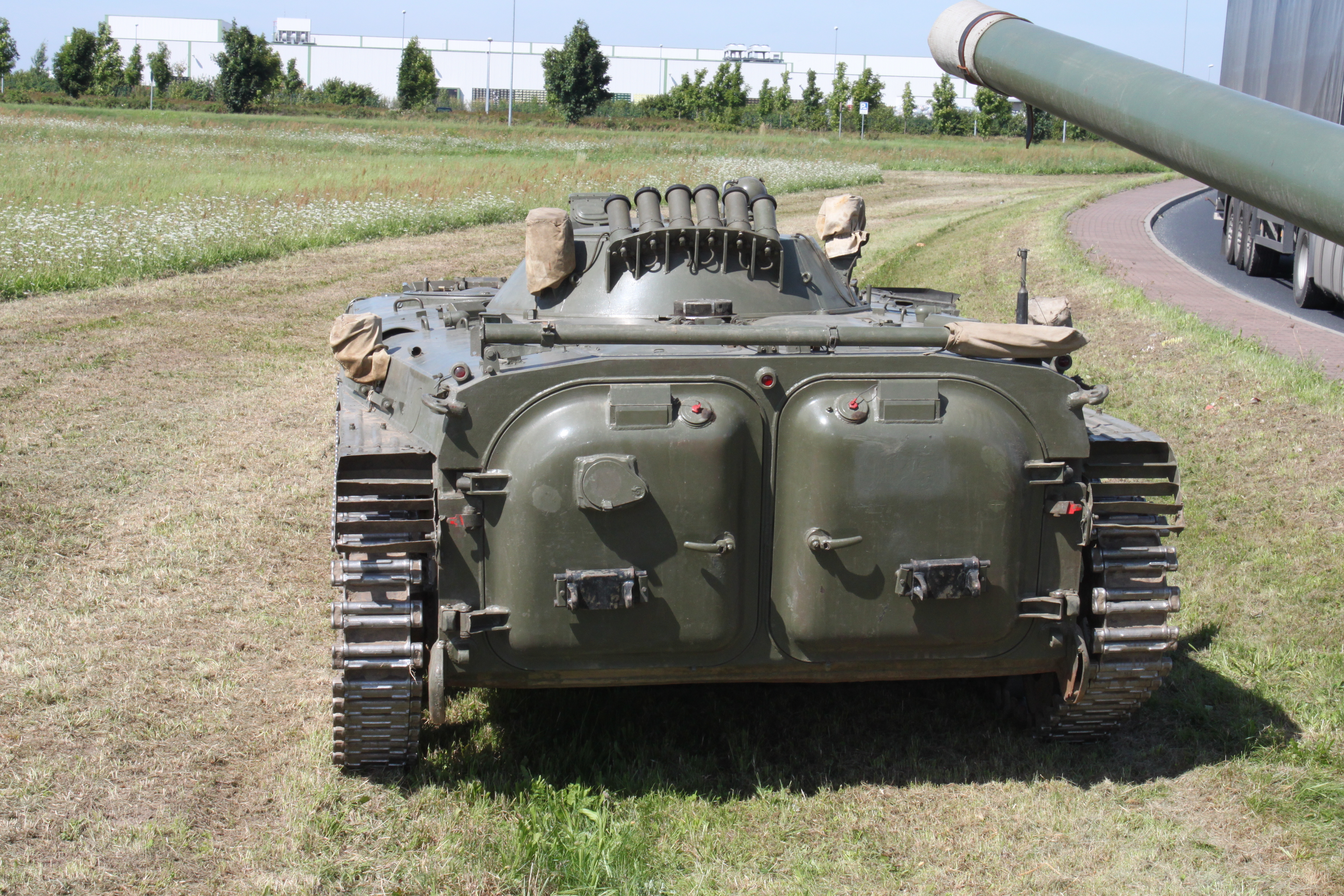
Задні двері БМП-1, що виконують функцію паливного бака
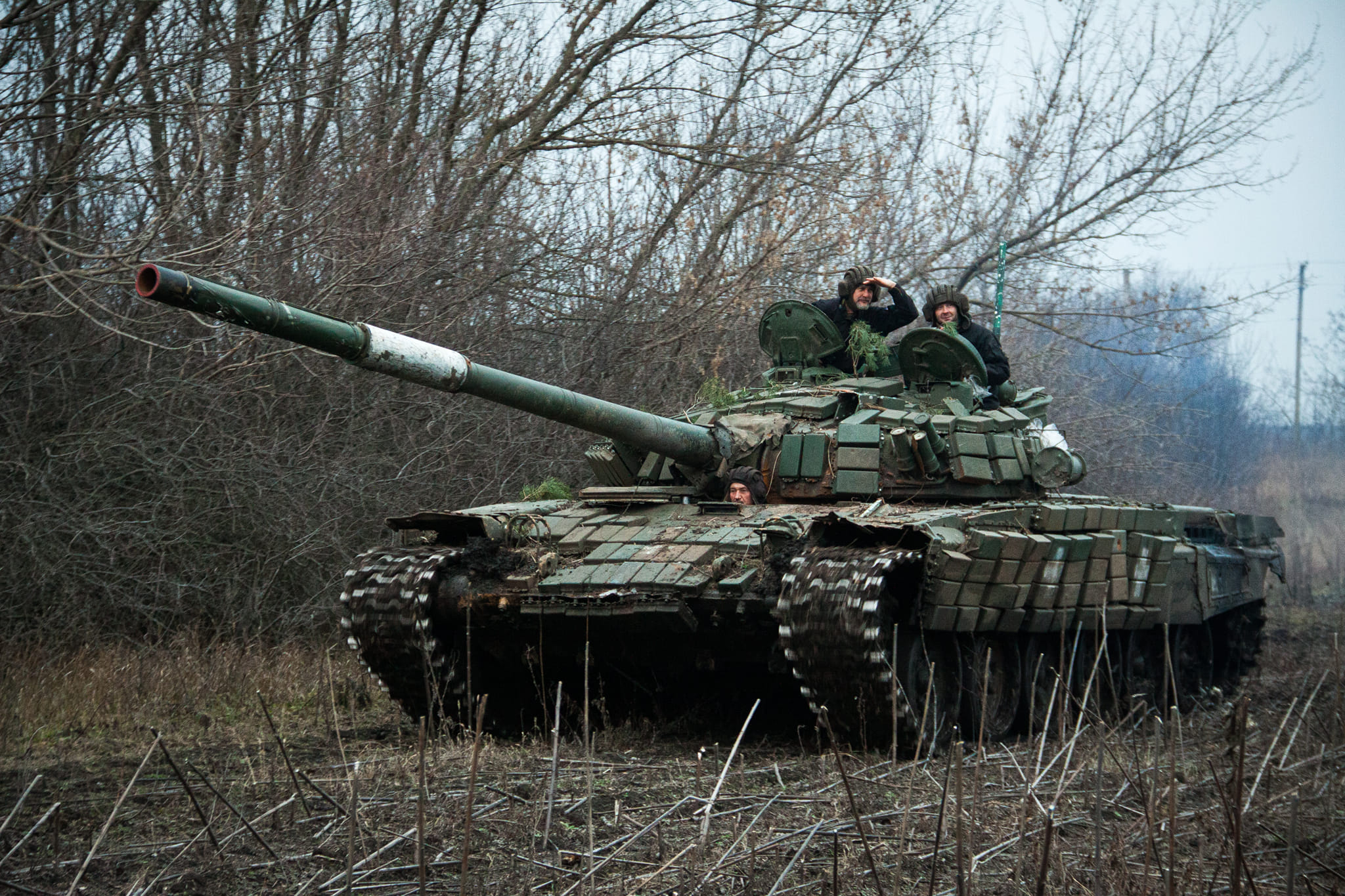
Динамічний захист на гумовому екрані Т-72М1
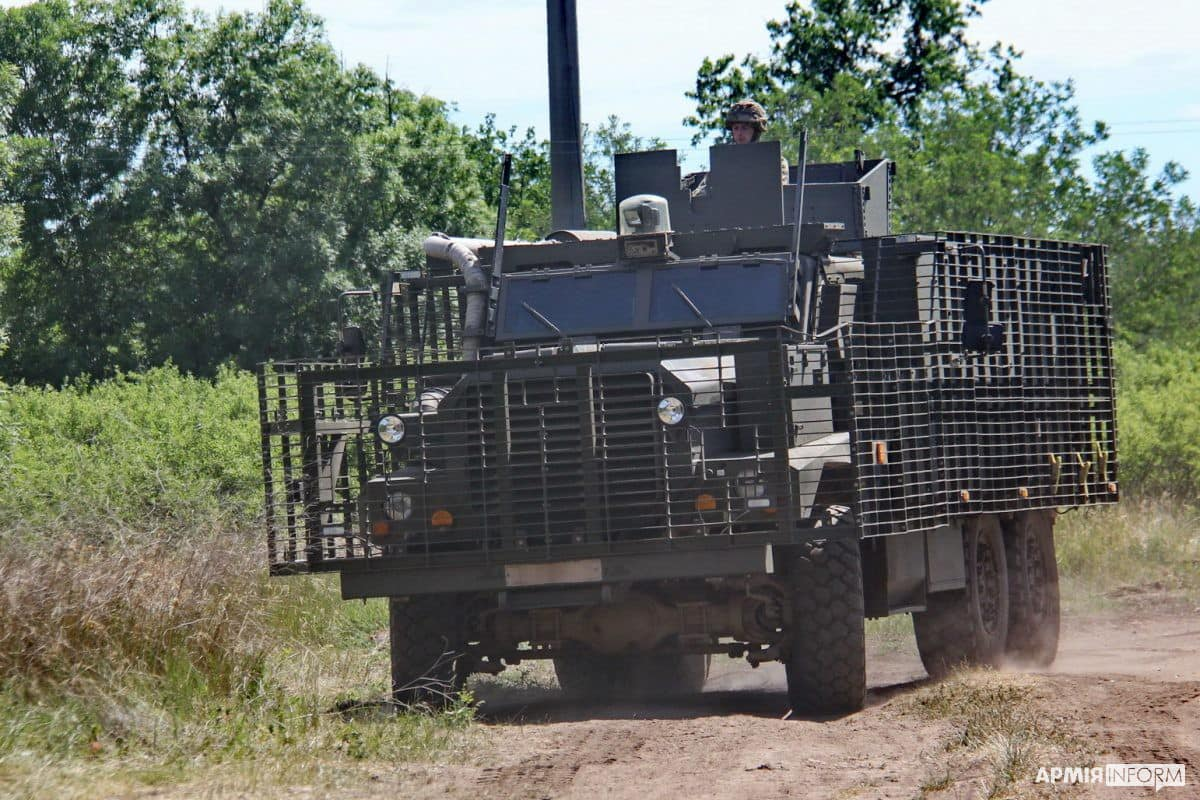
Протикумулятивна решітка на MRAP Mastiff